# Lisa Bayliss
Pour les articles homonymes, voir Bayliss.
Lisa Jayne Bayliss, née le 27 novembre 1966 à Walsall, est une joueuse britannique de hockey sur gazon.
Elle fait partie de l'équipe de Grande-Bretagne de hockey sur gazon féminin médaillée de bronze des Jeux olympiques de 1992 à Barcelone.